# 莫妮克·亨德森
莫尼克·亨德森（英語：Monique Henderson，1983年2月18日—），生於加利福尼亚州圣迭戈，美国田径运动员。她曾联同队友为美国队摘得2004年雅典奥运和2008年北京奥运女子4×400米接力项目的冠军。

## 外部連結
- 莫妮克·亨德森在的頁面